# Live (Pokolgép-album)
A Live a Pokolgép zenekar 2001-ben megjelent koncertalbuma. A lemez anyaga az előtte évben megjelent Csakazértis album turnéjának zárókoncertjén került felvételre a Petőfi Csarnokban.

## Az album dalai
1. Tökfej (intro: Carmina Burana) - 6:51
2. Mit tennél ha látnád? - 4:28
3. Aki másképp él - 5:29
4. A harang értem szól - 5:34
5. Légiós dal - 4:38
6. Tépett madár - 5:11
7. A jel - 5:20
8. Feltámadt éj - 5:15
9. Szökevény - 7:24
10. Ha akarom - 4:33
11. Hol van a szó - 5:31
12. Bon Scott emlékére - 3:53
13. Újra születnék - 6:52
14. Ítélet helyett - 4:59

## Közreműködők
- Rudán Joe - ének
- Kukovecz Gábor - gitár
- Láris László - gitár
- Pintér Csaba - basszusgitár
- Szilágyi Ede - dob